# Бахрейнско-израильский мирный договор
Бахрейнско-израильский договор о нормализации — договор о нормализации отношений между Израилем и Бахрейном, о заключении и подписании которого было объявлено 11 сентября 2020 года. Подписание договора состоялось 15 сентября этого же года, одновременно с подписанием израильско-эмиратского договора. Церемония прошла на лужайке перед Белым Домом в Вашингтоне, США. По результатам соглашения между странами установлены полноценные дипломатические отношения. Израильское правительство полно решимости как можно скорее открыть своё посольство в Бахрейне.
Это четвёртый мирный договор, подписанный Израилем с арабской страной после Египта (1979), Иордании (1994) и ОАЭ (2020).
Эксперты оценивают мирные процессы между Израилем и суннитскими монархиями Залива как результат их совместного противостояния увеличивающемуся влиянию Ирана.

## Предпосылки
Бахрейн долгое время является стратегическим союзником США. В этой стране дислоцирована база Пятого флота ВМС США.
В 2005 году Бахрейн перестал бойкотировать Израиль в обмен на соглашение о свободной торговле с США.
В 2017 году бахрейнский король Хамад II ибн Иса Аль Халифа раскритиковал бойкот Израиля Лигой Арабских Государств и заявил, что граждане его страны могут посещать еврейское государство, несмотря на то, что между странами не было дипломатических отношений на тот момент.
В 2019 году в Манаме прошла ближневосточная конференция под эгидой США, на которой обсуждалась мирная инициатива по палестино-израильскому урегулированию, предложенная администрацией президента Трампа. На ней также полуформально присутствовала израильская делегация.
13 августа 2020 года было объявлено о том, что Израиль нормализует отношения с ОАЭ и официально подпишет соглашение. Заключение этого соглашения стало возможно в большей части благодаря посредничеству США и действующей на тот момент администрации Белого дома. В течение месяца после объявления официальные лица неоднократно заявляли, что в ближайшем будущем Израиль может подписать соглашение о нормализации с ещё одной арабской страной.
После сообщения о нормализации отношений между Израилем и ОАЭ, Бахрейн объявил об открытии своего воздушного пространства для израильских самолётов, следующих в Эмираты.
Сообщению о нормализации предшествовали многочисленные переговоры с участием американской делегации, возглавляемой советником президента Трампа Джаредом Кушнером и государственным секретарем США Майком Помпео.

### Роль Саудовской Аравии в работе над соглашением
Бахрейн — небольшое островное государство в Персидском заливе, отделённое мостом от Саудовской Аравии. Несмотря на то, что государство является независимым, его внешняя политика почти полностью определяется Саудовской Аравией, которая зачастую напрямую диктует ему свою волю. По этой причине шаг навстречу нормализации с Израилем не мог бы произойти без одобрения и согласия саудовского королевства. Эксперты полагают, что таким образом саудиты «прощупывают почву» и могут последовать за своими соседями в деле установления мира в регионе.
После сообщения о нормализации Израиля и ОАЭ, Саудовская Аравия первая открыла своё воздушное пространство для пролёта израильских самолётов, следующих в Эмираты. Через несколько дней своё небо для израильтян открыл и Бахрейн.
По сообщению СМИ сделка о нормализации отношений между Израилем и ОАЭ и Бахрейном патронировалась наследным принцем Саудовской Аравии Мухаммедом, в то время как его отец король Салман был против неё.

## Правовые аспекты
Документ, который Израиль подписал с Бахрейном — «мирная декларация». В ней оговаривается общее заявление о стремлении к миру, но она станет базой для заключения договора в будущем.
25 октября 2020 года израильское правительство передало соглашение с Бахрейном на утверждение парламентом.
10 ноября 2020 года израильский парламент утвердил соглашение о нормализации отношений с Бахрейном.

## История
После объявления о эмиратско-израильской нормализации, советник президента Трампа Джаред Кушнер неоднократно посещал Манаму и проводил переговоры с представителями правительства Бахрейна. Тогда последние заявляли, что подпишут соглашение только после того, как на подобный шаг пойдёт Саудовская Аравия. Она, в свою очередь заявила, что сделает это только после создания независимого палестинского государства. Тем не менее, сообщается о телефонном разговоре Трампе и саудовского короля Салмана, во время которого два лидера обсудили решение правительства Бахрейна нормализовать отношения с Израилем.
11 сентября 2020 года состоялся телефонный разговор между королём Бахрейна Хамадом ибн Иса Аль Халифой и главой правительства Израиля Биньямином Нетаньяху. Чуть позже в этот же день президент США Дональд Трамп заявил, что 15 сентября в Вашингтоне параллельно с подписанием эмиратско-израильского договора будет заключено и подписано соглашение о нормализации отношений между Израилем и Бахрейном.
12 сентября состоялся телефонный разговор между главой еврейского агентства «Сохнут» Ицхака Герцога с главой еврейской общины Бахрейна Авраамом Нону (брат бахрейнского дипломата Худы Нону). Стороны обсудили помощь агентства малочисленной еврейской общине (ок. 50 человек, в основном выходцы из Ирака) в сфере еврейского образования и поддержания национально-культурной идентичности.
Договор был подписан 15 сентября 2020 года главой МИД Бахрейна Абдуллатиф бин Рашид аль-Зайани и премьер-министром Израиля Нетаньяху. Аль-Зайяни также заявил, что мирный договор с Израилем «укрепит безопасность региона». Подписанное соглашение вступит в силу после его ратификации израильским правительством.
Единственным представителем ЕС на церемонии подписания стал глава МИД Венгрии Петер Сийярто.
После подписания договора, король Бахрейна Хамад ибн Иса Аль Халифа заявил, что соглашение не направлено против третьих стран и его цель — приблизить всеобъемлющий мир в регионе.
18 октября глава израильского Совета национальной безопасности Меир Бен-Шаббат и министр финансов США Стив Мнучин возглавили делегацию, прибывшую в Манаму самолётом «Эль Аль» для подписания соглашения об установлении дипломатических отношений между Израилем и Бахрейном. С израильской стороны в делегацию также входят генеральный директор МИДа Алон Ушпиз и исполняющий обязанности генерального директора канцелярии премьер-министра Ронен Перец. В рамках встречи в бахрейнскими официальными лицами будут подписаны шесть меморандумов, в том числе в области связи и виз.

## Реакция других стран
- Австралия: Министр иностранных дел Австралии Мэрис Пейн заявила, что Австралия приветствует нормализацию отношений между двумя государствами и назвала это смелым шагом вперед к миру и безопасности на Ближнем Востоке.

- Бразилия: Правительство Бразилии заявило, что оно удовлетворено соглашением между Королевством Бахрейн и Государством Израиль о полном установлении их дипломатических отношений, как было объявлено в совместном заявлении двух стран и Соединенных Штатов Америки.

- Египет: Президент Абдул-Фаттах Халил ас-Сиси выразил поддержку подписанию соглашения и заявил, что оно несёт надежду для всего региона и «решение палестинского вопроса»[41].

- Иран: обвинил Бахрейн в том, что, заключая сделку, тот становится «соучастником преступлений сионистского режима»[42].

- Канада: Министр иностранных дел Канады Франсуа-Филипп Шампань сказал, что Канада приветствует нормализацию отношений между Израилем и Бахрейном, говоря, что это позитивный и важный шаг на пути к укреплению мира, стабильности и безопасности на Ближнем Востоке.

- Коста-Рика: МИД Коста-Рики заявило, что радостно приветствует объявление о формировании отношений между Израилем и Бахрейном и надеется, что оно принесет стабильность на Ближний Восток.

- ОАЭ: МИД ОАЭ приветствовал подписание соглашение между Израилем и Бахрейном[41].

- Оман: приветствовал заключение договоров о нормализации между Израилем и ОАЭ и Бахрейном. Президент США Дональд Трамп лично поблагодарил султана Хейсама бен Тарика за это решение в ходе телефонного разговора. Последний выразил надежду, что заключённые соглашения позволят создать независимое палестинское государство со столицей в Восточном Иерусалиме[43].

- Государство Палестина: Палестинская администрация осудила решение бахрейнского правительства и назвала его «предательством Иерусалима и палестинского вопроса». Кроме того, был отозван палестинский посол из Манамы[44].

- Саудовская Аравия: Официальный Эр-Рияд воздержался от комментариев по этой теме. Тем не менее сообщается, что внешняя политика Бахрейна почти полностью согласовывается с правительством соседнего королевства и подобный шаг не мог бы произойти без одобрения саудитов[31].

- Турция: МИД Турции осудил новость, заявив, что это «вредит усилиям по защите палестинского народа»[44].

- Хорватия: МИД Хорватии заявило, что приветствует соглашение между Израилем и Бахрейном об установлении полномасштабных дипломатических отношений, назвав это «еще одним шагом к стабильности в регионе». Он также поблагодарил Соединенные Штаты за их роль в этом процессе.

## Соглашения и договора

### Туризм и авиасообщение
Соглашение предусматривает установление прямых регулярных рейсов между Манамой и Тель-Авивом.

## Критика соглашения
Признанная в некоторых странах террористической шиитская организация «Хизбалла», а также КСИР называют действия властей Бахрейна «предательством» и угрожают им за это «местью».